# فيراري إف 430
فيراري إف 430 (بالإنجليزية: Ferrari F430)‏هي سيارة سياحية كبرى يتم إنتاجها من قبل شركة فيراري .

## وصلات خارجية
- Ferrari website
- Ferrari F430 on Edmunds.com